# 嬰魂
《嬰魂》（英語：Godsend）是一部2004年心理恐怖驚悚片，由格雷戈·金尼爾、丽贝卡·罗梅恩和罗伯特·德尼罗主演，尼克·海姆執導，馬克·鮑姆貝克編劇，讲述神秘醫生（德尼罗）主动向一對夫婦（金尼爾和罗梅恩）提出克隆他們已故兒子的故事，收到了評論家普遍的負面評價。

## 剧情
保罗·邓肯和杰茜·邓肯是一对幸福的夫妻，他们有一个八岁的儿子，名叫亚当。在他八岁生日的第二天，亚当在街上捡篮球时被撞死。在离开教堂时，杰茜和保罗遇到了杰茜的老教授理查德·韦尔斯博士。他提出可以克隆亚当，但这是一个非法程序，需要改变他们的住址和身份，邓肯夫妇勉强同意了。新的亚当看起来一切都很好，直到他过了8岁生日。那天晚上，他做了一个充满暴力的噩梦。理查德向保罗解释说，他这个年龄的男孩有这种夜惊是很典型的，而且并不严重。他解释说，由于新亚当已经达到了原亚当死亡的年龄，他的生活无法再被预测了。从那一刻起，新亚当继续夜惊，后来他开始在清醒的时候也出现这些幻觉，失去对自己行动的控制。
亚当的幻觉是反复出现的：他目睹了一个名叫扎卡里的男孩在教学楼里走来走去，同时被其他孩子嘲笑。这些画面与学校被烧毁、孩子们尖叫的画面交替出现，还有一个身份不明的女人被人用锤子杀人的画面。亚当的幻觉影响了他白天的性格，使他变得痛苦、不良于行、不合群。亚当开始欺负另一个在他学校上学的男孩。一天晚上吃饭时，杰茜接到那个孩子的家长的电话，说她的孩子失踪了，她很痛苦。杰茜告诉了保罗，保罗又问亚当那天在做什么。亚当说，他在河边玩。当保罗问他在和谁玩时，亚当回答说他“不应该说”。第二天，邓肯夫妇开车在回家的路上经过一座桥，他们被一名拦下。他们走到桥边，看到前一天晚上打电话说她的孩子失踪的那个女人，看到她的儿子淹死了，被医护人员从一条河里捞出来，她尖叫起来。保罗认为亚当与孩子的死亡有关。
在理查德的帮助下，保罗对亚当进行了检查，并与他谈论了他的幻觉。他终于发现，亚当幻觉中的学校叫圣派厄斯，扎卡里的姓是克拉克。有了这些信息，保罗能够追踪到孩子的地址，并找到扎卡里以前的一个保姆。保姆告诉保罗，扎卡里在学校受到了极大的欺负，情绪激动之下放火烧了学校。回到家时，扎卡里用锤子杀死了他的母亲，然后放火烧了他们的房子，在房子里和他母亲的尸体一起被烧死。询问保姆时，保罗得知扎卡里的父亲是一位遗传学家——这个人正是现在改名了的理查德·韦尔斯。通过克隆亚当的手术，理查德秘密地将亚当的DNA与扎卡里的DNA混合在一起（因为火灾破坏了扎卡里的DNA，在没有其他活细胞的帮助下无法克隆），希望能使自己的儿子复活。保罗飞奔回家，在树林中的棚子里找到了亚当和杰茜。他及时赶到，阻止了亚当（在扎卡里的人格控制下）用锤子杀死杰茜，其方式与扎卡里杀死他母亲的方式几乎一样。亚当的人格设法重新获得了控制权，一切似乎都很好。
为了避免亚当再变成扎卡里，邓肯夫妇逃离了理查德，搬到了另一个社区。一切似乎都很好。亚当很友好，也很开心，但当他被单独留在房间里时，亚当听到衣橱里有声音。当他打开衣柜的门时，一只穿着扎卡里的球衣、略带焦糊和腐烂的手臂从衣柜的黑暗中伸出来，把亚当拉了进去。保罗回来查看亚当的情况，并在衣柜里寻找，但他没有看到任何人。这时，亚当从后面碰了碰保罗，保罗被吓到了，表明扎卡里又恢复了控制。

## 演员
- 格雷戈·金尼爾 饰 保罗·邓肯
- 丽贝卡·罗梅恩 饰 杰茜·邓肯
- 罗伯特·德尼罗 饰 理查德·韦尔斯
- 卡梅隆·布萊特 饰 亚当·邓肯
- 珍妮特·貝利 饰 科拉·威廉斯
- 克里斯多福·布里頓（英语：Christopher Britton (actor)） 饰 利伯博士
- 傑克·西蒙斯 饰 丹·桑德勒
- 艾爾·唐斯 饰 克拉拉·桑德勒
- 佐伊‧帕爾默（英语：Zoie Palmer） 饰 苏珊·皮尔斯
- 戴文·博斯蒂克 饰 扎卡里·克拉克·韦尔斯
- 門羅·錢伯斯（英语：Munro Chambers） 饰 马克斯·肖